# Огюст Симон-Сан
Огюст Симон-Сам Тіресіас (15 травня 1835–1916) — гаїтянський державний діяч, 16-й президент Гаїті.

## Президентство
За його правління було здійснено низку реформ, що сприяли розвитку промисловості в Гаїті. Проте в цілому ситуація з біднотою за його президентства не змінилась.